# شيخ قبيلة
زعيم قبيلة ويعرف أيضاً شيخ القبيلة وهو الزعيم الذي يقود القبيلة أو العشيرة في النظام القبلي، عرف زعيم القبيلة بألقاب مختلفة في العالم، عند العرب يعرف بالشيخ وعند القبائل الأفريقية عرف بالملك وعند بعض القبائل الأخرى يوصف بالأمير. ويختلف نظام توريث زعيم القبيلة من مكان لآخر، في حين في بعض القبائل يورث للفرد الأكبر سناً وفي بعض القبائل يورث من الأب للإبن، وفي قبائل يتم انتخابه.

## المفاهيم

### القبيلة
مفهوم القبيلة هو مفهوم واسع التطبيق، استند إلى مفاهيم قبلية لمجتمعات أفرو-أوراسيا الغربية.
تصنَّف المجتمعات القبلية في بعض الأحيان بأنها مرحلة وسيطة بين مجتمع العصبة الذي وُجد في العصر الحجري القديم وحضارة حكومة مركزية إقليمية عظمى تستند إلى المدن. يميز الأنثروبولوجي إلمان سيرفيس مرحلتين من المجتمعات القبلية: مجتمعات بسيطة منظمة بحالات محدودة من المرتبة الاجتماعية والهيبة، ومجتمعات أكثر تدرج اجتماعي يقودها زعماء أو ملوك قبائل (المشيخة). يُعتقد أن المجتمعات القبلية المتدرجة اجتماعيًا التي يقودها ملوك قبائل كانت قد ازدهرت منذ العصر الحجري الحديث حتى العصر الحديدي، ولو أن ذلك تضمن منافسة مع الحضارات والإمبراطوريات المدينية التي برزت في العصر البرونزي.
في حالة المجتمعات القبلية للسكان الأصليين التي وُجدت ضمن ولايات كولونيالية أو ما بعد كولونيالية، ربما مثل زعماء القبائل قبيلتهم أو إثنيتهم في صيغة من الحكم الذاتي.

### الزعيم
أكثر أنواع الزعماء شيوعًا هو رئيس مجلس (عادة ما يكون ل«الأكبر سنًا») و\أو جمعية شعبية أكثر اتساعًا في الثقافات «البرلمانية»، وزعيم الحرب (قد يكون منصبًا إضافيًا أو بديلًا في أوقات الحرب) والزعيم الوارث ورجل الطب المهيمن سياسيًا.
عادة ما يتميز المصطلح عن مصطلحات تشير إلى زعماء بمستوى أدنى، كزعيم القرية (المعرَّف جغرافيًا) أو زعيم العشيرة (وهو مفهوم جينالوجي بجوهره). تستلزم العبارة الوصفية «قبلي» هوية إثنو-ثقافية (عرقية لغوية دينية إلخ) وأيضًا شيئًا من التعبير السياسي (تمثيلية تشريعية تنفيذية و\أو قضائية). في بعض الحالات، ولا سيما في سياق كولونيالي، سيشار إلى العضو الأقوى في كل من فيدرالية أو كونفدرالية تعود لزعيم قبيلة أو عشيرة أو قرية بالزعيم الأساسي. لم يعد هذا المصطلح قيد الاستخدام، إلا أن أشخاصًا كهؤلاء عادة ما يدعون بالملوك.
أشير بمصطلح بديل إلى المرأة التي تنال حق زعامة القبيلة أو التي تستمد ذلك الحق عبر زواجها من زعيم ذكر بزعيمة القبيلة أو الرئيسة أو، بشكل خاص في الحالة الأولى، بالرئيس.

## التاريخ
المصادر الكلاسيكية للمعلومات حول المجتمعات القبلية هي توصيفات خارجية مثل مصادر الإثنوغرافيا الرومانية اليونانية التي عرّفت المجتمعات المحيطة بمجتمعات الإثنوغرافيين بأنها قبلية.
فرضت الدول والاستعمارية، ولا سيما في القرون الأخيرة، حكوماتها المركزية على المجتمعات القبلية العديدة المتبقية.
في بعض الأمثلة احتفظت القبائل أو استعادت أساليب حياتها وحكمًا ذاتيًا جزئيًا، مع نضال من أجل حقوق السكان الأصليين وضمان بعضها على مستوى الولاية أو على مستوى دولي.